# Autoroute A1 (Monténégro)
Pour les articles homonymes, voir Autoroute A1.
L'Autoroute A1 (en monténégrin : Autoput A1) ou Autoroute Bar–Boljare (en monténégrin : Autoput Bar–Boljare) est une autoroute en construction au Monténégro.
Elle s'étendra de Đurmani à Boljare.

## Projet
L'autoroute doit être construite en trois phases :
Phase 1. (Bar) Đurmani - Tunnel de Sozina - Virpazar - Bistrica - Šteke - Ćafa  - Tološko polje - (Podgorica) Smokovac - il s'agit du tronçon le plus au sud de l'autoroute, qui reliera la capitale monténégrine de Podgorica au principal port maritime monténégrin de Bar. Des investisseurs potentiels, tels que la BERD et la BEI, suggéraient que cette section soit construite en premier, car elle connaîtra probablement le plus grand volume de trafic une fois achevée. La longueur prévue de ce tronçon est de 51 km.
Phase 2. (Podgorica) Smokovac - Bioče - Pelev Brijeg - Lijeva Rijeka - Veruša - Mateševo - ce tronçon central de l'autoroute a été commencé en premier, en raison de son importance en tant que un lien entre Podgorica et le nord du Monténégro. La liaison routière actuelle (E65 et E80), creusée dans le canyon de Morača, est une route de montagne sinueuse, très dangereuse en hiver, et constitue un goulot d'étranglement dans le réseau routier de Monténégro. Ainsi, la construction de cette section en premier est une exigence dans les documents d'appel d'offres présentés par le gouvernement monténégrin. Ce tronçon aura une longueur de 41 km et est de loin le tronçon le plus cher de l'autoroute, avec un coût au kilomètre estimé à plus de 20 millions d'euros.
Phase 3. Mateševo - Andrijevica - Berane - Crnča - Boljare - Frontière avec la Serbie - cette section la plus septentrionale de l'autoroute est susceptible d'être achevée seulement après que des progrès auront été réalisés sur le tronçon serbe de l'autoroute au sud de Požega. La longueur prévue de ce tronçon est de 73 km.
La construction de la route a commencé le 11 mai 2015.
En 2022, la première partie de l'autoroute a été achevée de Smokovac près de Podgorica à Mateševo près de Kolašin.